# Ubeda (Pinoso)
Ubeda es una pedanía perteneciente al municipio de Pinoso en la Alicante, de la Comunidad Valenciana, España. Está situada unos 8 km al noreste de Pinoso. Contaba con 146 habitantes en 2010 (INE).

## Geografía física
El núcleo principal de la pedanía se sitúa entre la carretera de Culebrón a Paredón y los barrancos cercanos. En el centro se sitúa la ermita de Santa Bárbara. Esta se inició en 1696 según la inscripción situada en su fachada.

## Historia
Ubeda, así como con Lel y Paredón, está situada en una zona de intensa romanización, por lo que en sus alrededores se han hallado diferentes vestigios de esta época. En el Diccionario de Madoz (1845-1850) aparece la siguiente descripción:

UBEDA: cas[erío] de la prov[incia] de Alicante [...], térm[ino] jurisd[iccional] de Pinoso. Sit[uado] á 4 leg[uas] E. del mismo; comprende unas 20 habitaciones; una ermita en la que se dice misa los días festivos por el sacerdote que nombran y pagan sus moradores, una porción de terreno desigual y sumamente pedregoso, que prod[uce] trigo, cebada, anis, vino y aceite.
Diccionario de Madoz

## Cultura
- Fiestas patronales: Se celebran la segunda semana de julio en honor a Santa Bárbara, patrona del lugar.[3]

Los habitantes de Ubeda hablan el valenciano alicantino con localismos propios.[cita requerida]